# Montagnardi dell'anno III
Montagnardi dell'anno III o Crêtois è il soprannome dato ai deputati Montagnardi dell'anno III (1795), sempre meno numerosi, che hanno cercato di opporsi alla reazione iniziata nel mese del termidoro dopo la caduta di Robespierre, quando la Convenzione nazionale divenne man mano a maggioranza termidoriana.

## L'origine dell'espressione
La parola appare nell'anno III per bocca dei reazionari, che la utilizzano in senso peggiorativo. Si trova inoltre l'espressione « la Crête de la Montagne » (la cresta della montagna) che si riferisce semplicemente alla geografia della stanza della Convenzione nazionale.

## I deputati
Le valutazioni degli storici si sono dibattute a lungo tra 30 e 76. Si sono basate sulle Mémoires di René Levasseur, Eugène Tarlé parla di una trentina di deputati; Albert Mathiez conta 60 membri esclusi dalla Convenzione; François-Auguste Mignet parla di 76 parlamentari arrestati o condannati a morte. Françoise Brunel li valuta a circa 100 basandosi sulla domanda espressa per appello nominale da Laurent Lecointre il 12 germinale anno III (50 deputati la sottoscrivono) e gli arresti di germinale, pratile e termidoro anno III (74 membri convenzionali sono arrestati, deportati o giustiziati, tra i quali 25 firmatari della richiesta).
Dispersi dopo la Loi de Prairial, i Montagnardi non ricostituiranno un gruppo relativamente omogeneo che tra l'inverno e la primavera 1795. Termidoriani per la maggior parte (con l'esclusione dei rappresentanti in missione e dei supplenti autorizzati a sedersi dopo gli eventi), non vedono nella caduta di Robespierre che una nuova caduta dei Girondini, prevedendo la continuazione del governo rivoluzionario fino alla pace e l'introduzione della Costituzione dell'anno I. Durante l'offensiva contro i gruppi popolari, nel vendemmiaio, solo una minoranza difende il Club dei Giacobini.
La svolta avvenne nel frimaio con l'incriminazione di Jean-Baptiste Carrier; 14 deputati si opposero. Gli altri ondeggiano per la carestia dovuta alla crisi della sussistenza, davanti alla miseria popolare; quando stigmatizzano un « arretramento », uno « sguardo all'indietro » rispetto ai principi del 1793 che prende il nome di « reazione » in autunno 1794 e inizio primavera del 1795.

## Gli avvenimenti di germinale-pratile anno III
Durante l'Insurrezione del 12 germinale anno III (1º aprile 1795), la folla invase la Convention; solo i Crêtois restano nella seduta. Ma la sala è evacuata dalle truppe, aiutate da dei membri realisti, e venti Crêtois sono arrestati. Bertrand Barère, Vadier, Billaud-Varenne e Collot d'Herbois sono condannati alla deportazione in Guyana.

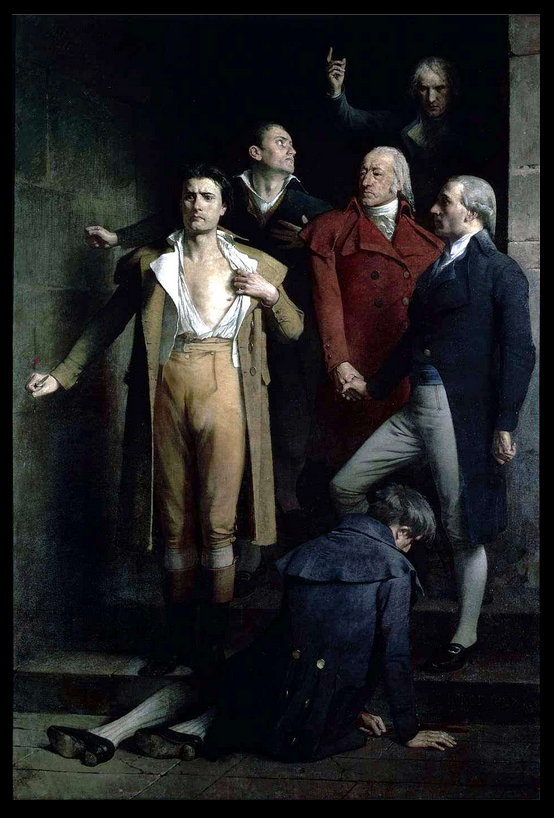
Charles Ronot, Gli ultimi montagnardi, raffigurazione di Romme e del suo gruppo nel 1795

Durante l'insurrezione giacobina del 1º pratile anno III (20 maggio 1795), la folla si impossessa dell'Assemblea; in questa occasione, il membro della Convenzione Féraud, che tenta di bloccare il passaggio, viene ucciso e la sua testa infilata su una picca; i "Crêtois" Montagnardi fanno eleggere Soubrany comandante dell'esercito degli interni ( e creano una commissione per l'amnistia dei deportati della rivolta del germinale (già imbarcati a Oléron), il ritorno della tassazione, ecc. I soldati del generale Menou e di Murat, chiamati da Tallien, ristabiliscono l'ordine: dodici deputati crêtois vengono arrestati.
Imprigionati nel castello di Taureau a Morlaix, in Bretagna, sei deputati sono condannati a morte nel corso di un processo iniquo si pugnalano uscendo dal tribunale: Duquesnoy, Jean-Marie Goujon, Gilbert Romme si uccidono, Pierre Bourbotte, Jean-Michel Duroy e Soubrany si feriscono e sono ghigliottinati.